# Ujung Teran (Tiga Lingga)
Ujung Teran is een bestuurslaag in het regentschap Dairi van de provincie Noord-Sumatra, Indonesië. Ujung Teran telt 1285 inwoners (volkstelling 2010).